# ۱۰ ژوئن
۱۰ ژوئن صد و شصت و یکمین (در سال‌های کبیسه صد و شصت و دومین) روز سال در گاه‌شماری میلادی است. ۲۰۴ روز تا پایان سال باقی‌است.

## زادروزها
ستاره دارابی زاده ۱۰ ژوئن ۲۰۰۹

## درگذشت‌ها
- ۳۲۳ پیش از میلاد - اسکندر مقدونی
- ۱۴۶۸ - ادریس عمادالدین، داعی مطلق نوزدهم مستعلی طَیّبی، عالم دینی و تاریخ‌نگار یمنی.[۱]
- ۲۰۰۳ - برنارد ویلیامز، فیلسوف بریتانیایی
- ۲۰۰۴ - ری چارلز، خواننده و نوازنده آمریکایی
- ۲۰۱۲ - گوردن وست، بازیکن فوتبال اهل انگلستان

## مناسبت‌ها
- روز جهانی صنایع دستی[نیازمند منبع]
- روز نیروی دریایی در کشور ایتالیا[۲]